# Irací Hassler
Irací Luiza Hassler Jacob (Santiago del Cile, 6 novembre 1990) è una politica ed economista cilena, sindaca di Santiago del Cile dal 2021.

## Biografia

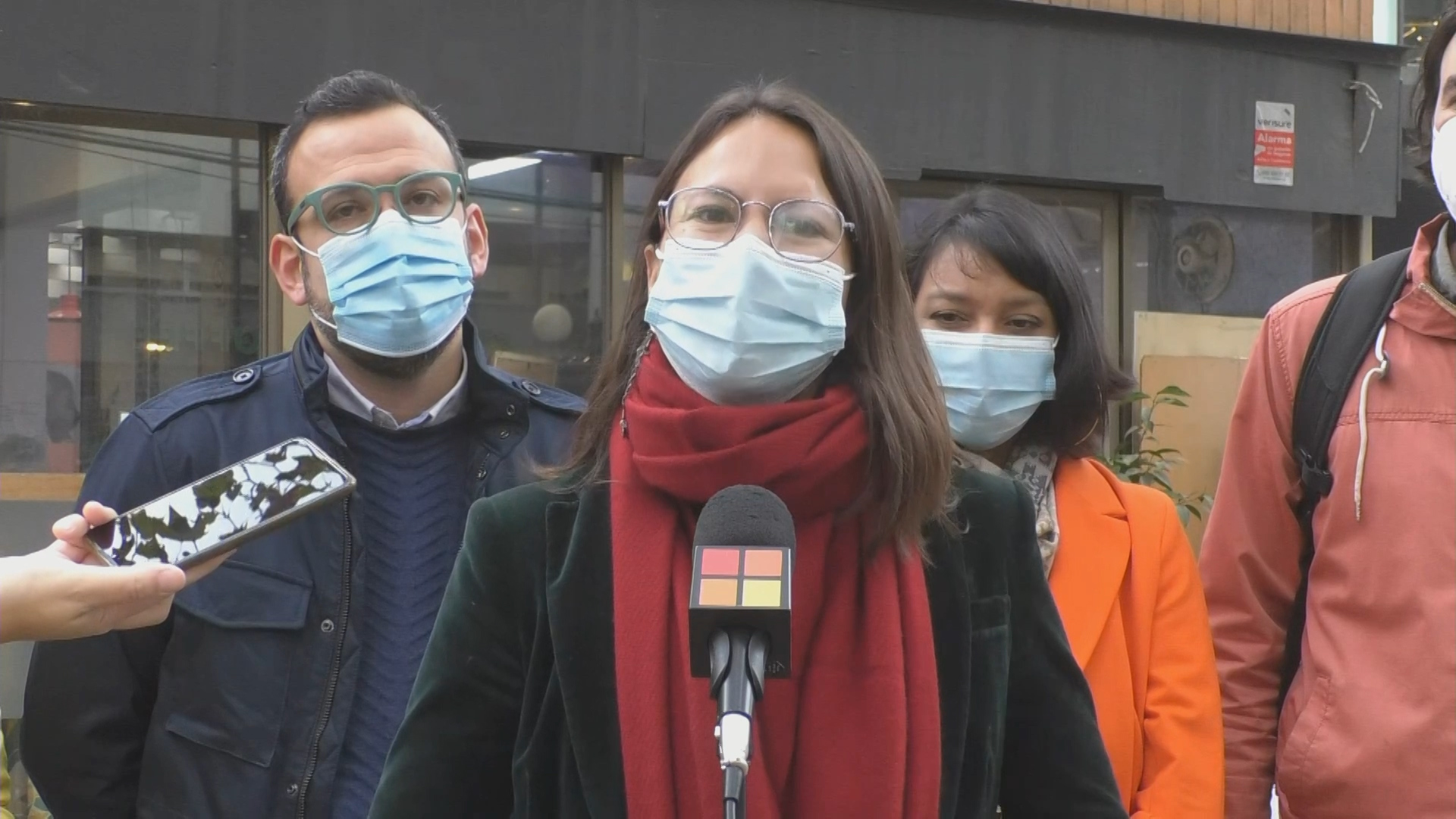
Irací Hassler nel maggio 2021.

Hassler è nata nel 1990 a Santiago del Cile da madre brasiliana di origini tupi-guaraní e di origini franco-ebraiche e padre cileno di origini svizzere. Suo padre, Rolf Hassler, è un commerciante di frutta a Olmué, nella regione di Valparaíso e politicamente è un conservatore. La madre di Hassler è sostenitrice della politica di centro-sinistra e proviene da una famiglia originaria nello stato brasiliano nord-orientale di Piauí. Hassler ha dichiarato che il suo nome, Irací, è di origine indigena Tupi-Guarani e significa "regina delle api". Oltre allo spagnolo, Hassler parla lingua madre, il portoghese e il tedesco.
Hassler ha studiato alla Scuola Svizzera di Santiago (in tedesco: Schweizer Schule Santiago), una scuola internazionale svizzera a Ñuñoa, Santiago. In seguito ha frequentato l'Università del Cile, dove si è laureata in ingegneria commerciale ed è stata membro del Senato universitario dal 2012 al 2014. Dopo la laurea, Hassler ha lavorato come economista.
Attivista sociale, politica e femminista, fin da ragazza è stata militante della Juventudes Comunistas de Chile, partecipando alle proteste degli studenti cileni nel 2011.
Membro del Partito Comunista del Cile, è stata consigliera comunale di opposizione a Santiago del Cile dal 2016.
Nel 2021 si candida come sindaca della capitale cilena, battendo lo sfidante di centrodestra Felipe Alessandri e diventa così la prima sindaca comunista di Santiago.
In un'intervista alla BBC dopo la sua elezione, Hassler ha sostenuto che le priorità della sua amministrazione sono quelle di porre fine all'insicurezza alimentare e alla discriminazione contro i migranti a Santiago. Secondo El País, la deputata degli Stati Uniti Alexandria Ocasio-Cortez, il sindaco di Barcellona Ada Colau e la defunta leader comunista cilena Gladys Marín sono le donne di sinistra in politica che Hassler ammira.